# Acrolepiopsis marcidella
Acrolepiopsis marcidella is een vlinder uit de familie van de koolmotten (Plutellidae). De wetenschappelijke naam is voor het eerst geldig gepubliceerd in 1850 door Curtis.
De soort komt voor in Europa.